# Супермодель

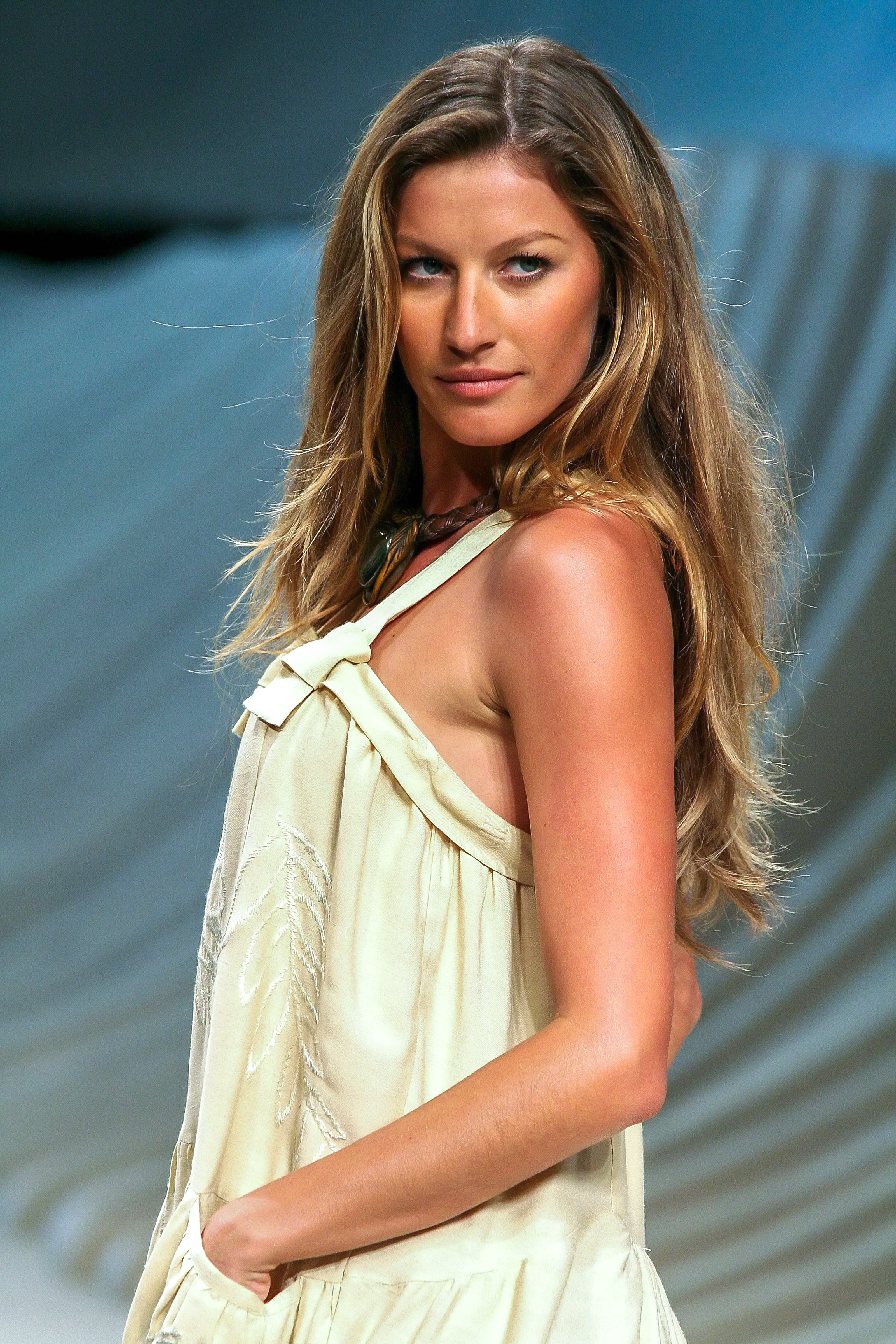
Жизель Бюндхен, самая высокооплачиваемая модель в мире с 2004 по 2013 г.

Су̀пермоде́ль — модель, достигшая высшего профессионального уровня. Такие модели имеют мировое признание, получают самые высокие в индустрии моды гонорары и сотрудничают с ведущими дизайнерами и всемирно известными фирмами. Контракты супермоделей на рекламу и активную поддержку брендов нередко превышают миллионы долларов США, они регулярно появляются на обложках самых престижных журналов моды, их карьера и личная жизнь активно освещается и комментируется в глобальных СМИ.

## История

### Происхождение термина и первая супермодель
Кто изобрёл термин «супермодель», точно неизвестно, на эту тему есть разные мнения и утверждения. Согласно Майклу Гроссу, американскому журналисту и автору нашумевшего бестселлера «Модель: уродливый бизнес красивых женщин» («Model: The Ugly Business of Beautiful Women»), термин «супермодель» впервые был использован модельным агентом Клайдом Мэттьюсом в 1943 году в его пособии для начинающих манекенщиц «Значит, ты хочешь стать моделью!» («So you want to be a model!»), но ещё в 1942 году модный критик Джудит Кэсс употребила его в статье «„Super“ Models are Signed for Fashion Shows», опубликованной в газете Chicago Tribune.
В 1967 году термин «супермодель» был впервые использован прессой по отношению к конкретной модели. Ею стала легендарная англичанка Твигги, которую на пресс-конференции спросили: «Что означает для вас быть супер-моделью?» Согласно New York Times, на этот вопрос, как и на многие другие вопросы, она отвечала незамысловато: «Не знаю». Всего год спустя, в 1968 году американский глянцевый журнал Glamour опубликовал список из 19-ти женщин, именовавшихся «супермоделями». В список вошли Твигги, Шерил Тигс, Вильгельмина, Верушка, Пегги Моффитт, Джин Шримптон, Мариса Беренсон, Бенедетта Барцини и другие широко известные модели. С этого момента термин стал всё чаще и чаще появляться в СМИ и окончательно вошёл в лексикон модной индустрии в 1975 году, когда американский Vogue на своей обложке назвал супермоделью внучку Эрнеста Хемингуэя — широко известную фотомодель и актрису кино Марго Хемингуэй.
В 1979 году скандально известная американская модель и актриса Дженис Дикинсон в интервью с ведущим популярной телевизионной программы Entertainment Tonight заявила, что это она изобрела и первой использовала слово «супермодель» в отношении самой себя, намеренно совместив слова «супермен» и «модель». Впоследствии Дикинсон настаивала, что именно она была первой мировой супермоделью. Это утверждение оспаривается историками моды, и честь называться первой супермоделью широко признаётся за американской моделью и женой фотографа моды Ирвина Пенна — Лизой Фонсагривс. В 1940-х и 1950-х годах фотографии Фонсагривс украшали страницы и обложки не только всех самых известных модных глянцевых журналов, таких как Vogue, Harper's Bazaar, Cosmopolitan, ELLE и Glamour, но и таких авторитетных журналов, как Time, Life, Town & Country и Vanity Fair. Дориан Ли, Джин Шримптон и Джиа Каранджи также часто упоминаются в СМИ как первые мировые супермодели.

### 1970—1980
В 1970 годы небольшая группа ведущих моделей впервые становится частью поп-культуры Запада. Их имена всё больше и больше становятся знакомы широким кругам публики. Джули Кэмпбелл, редактор американского журнала Sports Illustrated, выпускает первый номер Sports Illustrated Swimsuit Issue с фотографиями высоких, идеально сложенных калифорнийских моделей. Она называет их по именам и фамилиям и этим способствует их международному признанию и формированию статуса супермоделей.
В 1975 году Марго Хемингуэй подписывает рекордный для того времени контракт на 1 миллион долларов США с косметической фирмой Fabergé и становится лицом их парфюма. В этот же год она появляется на обложке журнала Time под заголовком «Новые красавицы», тем самым укрепив в сознании публики понятие «модель как знаменитость». Вскоре миллионные контракты с косметическими фирмами были подписаны и другими моделями, например Лорен Хаттон, которая к тому времени появлялась на обложках Vogue 25 раз. О том, кто стал первой чернокожей супермоделью, также не существует единого мнения. Одни называют Иман, будущую жену Дэвида Боуи, другие считают, что право первенства принадлежит американке Наоми Симс.

### 1980—1990

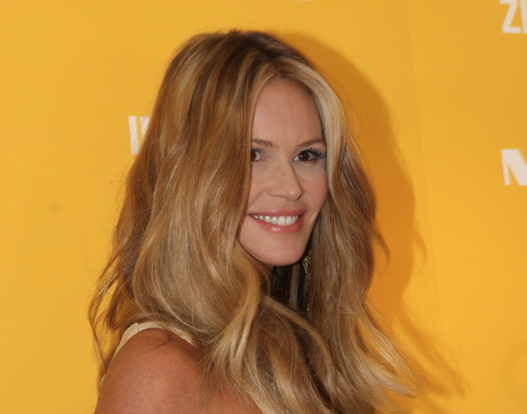
Эль Макферсон, австралийская супермодель; она чаще всех появлялась на обложках специального выпуска Sports Illustrated Swimsuit.

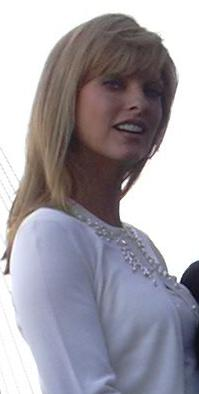
Линда Евангелиста, канадская супермодель и одна из самых востребованных «изначальных» супермоделей.

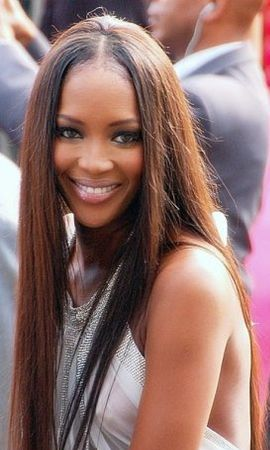
Наоми Кэмпбелл, одна из самых обсуждаемых супермоделей в мире.

В начале 1980-х годов Инес де ля Фрессанж, французская модель аристократического происхождения, которая впоследствии была выбрана символом Франции — Марианной, стала первой моделью, подписавшей эксклюзивный контракт с домом моды Chanel. За ней последовали Джиа Каранджи, Шерил Тигс, Кэрол Альт, Ким Алексис, Полина Поризкова, Брук Шилдс, Эль Макферсон и будущая жена Билли Джоэла — Кристи Бринкли, которые получили контракты на рекламу и активную поддержку всемирно известных брендов, от Пепси-колы до грузовиков Ford. По мере того, как супермодели начали ассоциироваться в глазах публики с гламуром и славой, они постепенно встали на одну ступень, а затем даже вытеснили звезд экрана и сцены как символы знаменитости, богатства и роскошной жизни.

### 1990—2000

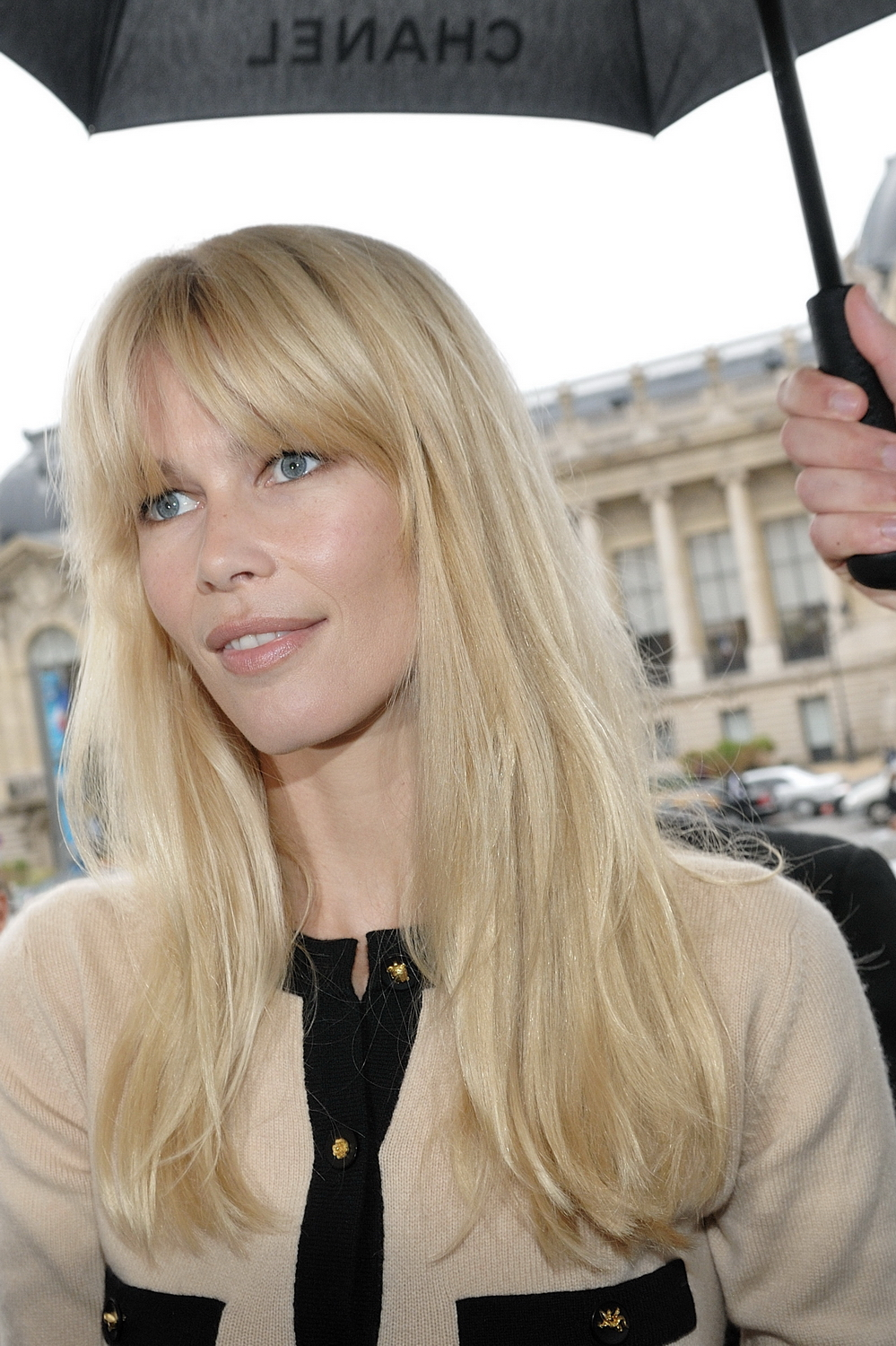
Клаудия Шиффер, немецкая супермодель; она появлялась на более 550 обложках самых престижных журналов моды.

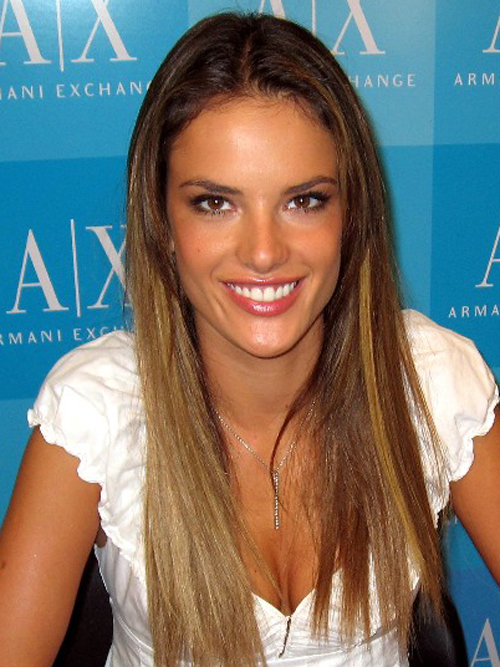
Алессандра Амбросио, одна из бразильских «ангелов» Victoria's Secret.

1990-е годы стали годами трансформации супермоделей из знаменитостей в суперзвёзд. Лучшие из них стали регулярно появляться на страницах мировых журналов и газет, в желтой прессе, давать интервью ведущим популярных ток-шоу. Они развлекались в самых эксклюзивных частных клубах, летали на частных самолетах, их преследовали папарацци, они встречались или выходили замуж за миллиардеров, известных антрепренёров и звезд кино и рок-н-ролла. Супермодели стали получать роли в кинофильмах и музыкальных видеоклипах и зарабатывать миллионы долларов. Они превратились в иконы стиля и ежегодно входили в рейтинги самых стильных знаменитостей мира. Их слава позволяла им самостоятельно управлять своими карьерами, продавать свои имена как бренд, а также требовать и получать всё более и более высокие гонорары. Ничто не выражает статус супермоделей более точно и образно, чем знаменитая фраза Линды Евангелисты, которую она высказала в интервью журналу Vogue в 1990 году. Её заявление: «Я не встаю с постели меньше, чем за 10 тысяч долларов в день» стало одной из самых цитируемых фраз в истории модельного бизнеса.
Формирование феномена супермоделей завершилось в начале 1990-х годов, и никто не достиг большей славы, чем «великолепная пятёрка» супермоделей того периода. Синди Кроуфорд, Кристи Тарлингтон, Наоми Кэмпбелл, Линда Евангелиста и Татьяна Патитц одновременно появились на январской обложке английского Vogue 1990 года; эта историческая фотография Питера Линдберга ознаменовала новую эру в модельной индустрии и начало внедрения супермоделей в мировую поп-культуру.
Немка Клаудия Шиффер, а вслед за ней англичанка Кейт Мосс вскоре присоединились к вышеупомянутой группе супермоделей. В 1991 году Тарлингтон подписала многолетний контракт на 800 тысяч долларов за 12 дней работы в год с косметической фирмой Maybelline, а четыре года спустя, в 1995 году Шиффер заработала 12 миллионов долларов — рекордную сумму даже для супермодели. Эти женщины, как, впрочем, и другие топ-модели того периода, стали дивами подиума и звёздами рекламы, что позволило Карлу Лагерфельду безапелляционно заявить, что супермодели даже больше, чем звёзды Голливуда, стали выражением подлинного гламура. Совместно с дюжиной известных топ-моделей они доминировали на мировых подиумах, на обложках престижных модных глянцевых журналов и в глобальной рекламе. Их знали просто по именам: Синди, Кристи, Наоми, Линда и Клаудия, и они стали известны как «изначальные супермодели». «Они были селебрити, — прокомментировала Анна Винтур, редактор американского Vogue в интервью с New York Times, — Их преследовали папарацци. Всем было интересно, чем они завтракают и с кем имеют романы».
Влиятельные редакторы моды, ведущие дизайнеры и фотографы моды — все в той или иной мере участвовали в формировании супермоделей как суперзвёзд массовой культуры, но никто не способствовал этому больше, чем Джанни Версаче и Джанфранко Ферре, которые первыми стали платить небольшой группе топ-моделей баснословные гонорары и подписывать с ними эксклюзивные контракты. «В начале моей карьеры, — вспоминала Наоми Кэмпбелл в интервью с телевизионной программой Real Style Network, — модели разделялись на две группы: одни работали на подиумах, а другие фотографировались для журналов». Согласно Донателле Версаче, «этот феномен создал Джанни, когда вывел всех лучших манекенщиц на подиум одновременно». Музыкальный видеоклип Джорджа Майкла «Freedom '90» с участием «великолепной пятёрки» стал глобальным хитом.
В середине 1990 годов кинозвёзды, такие как Джулия Робертс, Сальма Хайек и Хэлли Берри, а также звёзды поп-музыки и рок-н-ролла стали постепенно вытеснять моделей с обложек журналов и рекламы, и это ознаменовало начало конца эпохи супермоделей. «Я думаю, что сейчас пришло время кинодив», — заявил Джанфранко Ферре. «Модели сегодня никого не волнуют», — поделилась с New York Times Линда Уэллс, главный редактор американского журнала Allure.
«Смена караула» произошла достаточно внезапно, чтобы вызвать всевозможные слухи о «заговоре» против могущества супермоделей. Одна популярная теория заговора гласила, что закат супермоделей произошёл в основном благодаря тому, что влиятельным дизайнерам Парижа и Нью-Йорка, а также главным редакторам ведущих журналов моды надоело высокомерное отношение моделей к бизнесу, и они совместно приняли меры для того, чтобы десяток моделей больше не могли диктовать всем свои условия.
Согласно другой, более распространённой теории, причиной окончания феномена супермоделей стали изменения в модных тенденцях, что в свою очередь повлекло за собой продвижение иного типажа моделей, отражающего новые направления моды. По мере того, как сокращалось количество покупателей одежды от кутюр, многие известные дизайнеры стали создавать менее броскую одежду и нанимать на работу моделей, далёких от гламура, считая, что невыразительные модели будут привлекать внимание клиентов не к себе, а к демонстрируемой одежде.
«Мне жаль новых моделей, — сетовал Майкл Гросс в New York Times. — Они не станут знаменитыми как супер-пупер. Им этого не позволят».
Ещё одна теория упадка популярности супермоделей винит их астрономические гонорары, которые в свою очередь повлекли за собой увеличение заработков (от 2 до 5 тысяч долларов в час за показ) всех остальных топ-моделей. В начале 1980-х ставки звёзд подиума и глянца редко достигали 10 тысяч долларов в день, а в среднем их годовой доход не превышал 350 тысяч долларов. В начале 1990-х их тарифы часто доходили до 20 тысяч долларов в день, а к середине декады супермодели зарабатывали от 15 до 25 тысяч долларов за один показ. Многие дизайнеры не хотели или не могли больше платить такие гонорары. Беспрецедентная эпоха супермоделей продолжалась неполное десятилетие, ставшее эпохой блеска, гламура и роскоши. Кроме «изначальных супермоделей», открывших новую эру модельного бизнеса, СМИ по обе стороны океана включали в состав супермоделей также группу европейских звезд подиума и глянца, таких, как немки Хайди Клум и Надя Ауэрман, датчанка Хелена Кристенсен, нидерландка Карен Мюлдер, француженки Летиция Каста и будущая Первая леди Франции Карла Бруни, андрогинная шотландка Стелла Теннант и чешки Даниэла Пестова и Ева Герцигова. Среди американских и канадских супермоделей — Стефани Сеймур, Тайра Бэнкс, Кэролин Мерфи, Эмбер Валлетта, Шалом Харлоу и Ясмин Гаури.

### 2000—2010

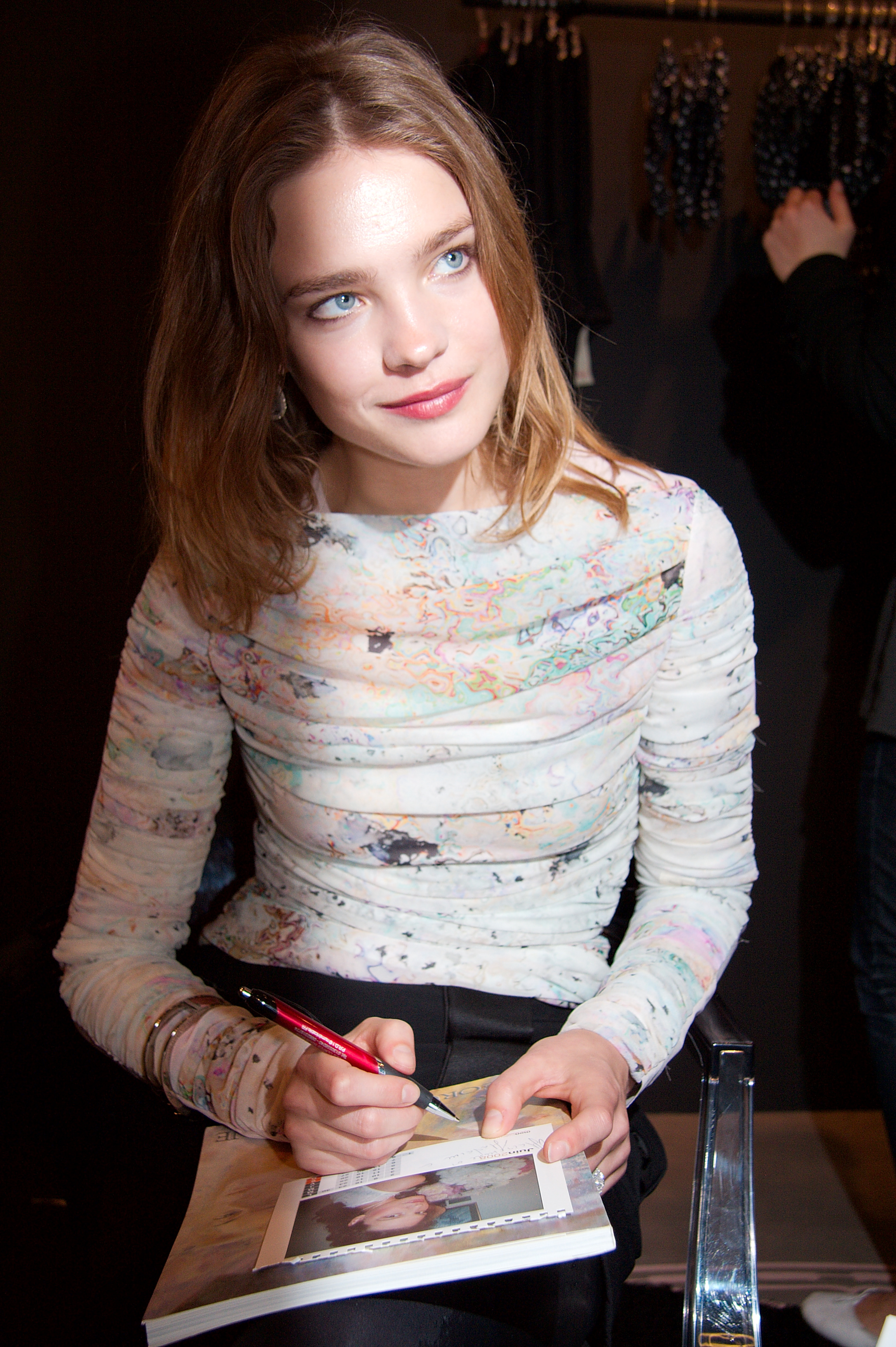
Наталья Водянова — первая российская супермодель, сделавшая карьеру в 2000-х годах

В сентябре 2007 года английская газета Evening Standard объявила в заголовке: «„Супермодель умерла“, — утверждает Клаудия Шиффер». Согласно этой статьи, немецкая красавица заявила: «Чтобы стать супермоделью, надо появиться на обложках всех журналов мира в одно и то же время, чтобы люди вас узнавали… По крайней мере сегодня такое невозможно хотя бы потому, что рекламная индустрия доминируется звёздами популярной музыки и экрана… Я помню время, когда мне требовалось четверо телохранителей, чтобы дойти из-за кулис показа Chanel до машины. Да и не только мне. Сегодня все обстоит иначе».
По мнению Шиффер, только Жизель Бюндхен достойна статуса супермодели, потому что «её лицо знает весь мир, её имя известно всем, и …сегодня нет другой модели, которую люди будут узнавать на улице». Ей вторит Наоми Кэмпбелл: «Модели должны заслужить свои нашивки, — заявила она, — Кейт Мосс — очевидно супермодель, но я не думаю, что после Жизель Бюндхен появилась хоть одна новая».
Жизель пришла в мир моды в конце 1990 годов и ознаменовала своим появлением начало волны бразильских моделей, покоривших мировые подиумы и глянцы. Периоду «героинового шика» наступил конец. Престижные журналы моды с Жизель на обложке продавались рекордными тиражами, и вскоре американский Vogue объявил о «возвращении сексуальной модели». Вслед за Жизель славы достигли другие бразильянки, в особенности Адриана Лима и Алессандра Амбросио, подписавшие миллионные контракты с популярной американской фирмой нижнего белья Victoria's Secret. В отличие от супермоделей предыдущего десятилетия, им не удалось, отчасти из-за сильного акцента, проникнуть в телевидение и Голливуд. Среди наиболее успешных моделей этого периода — американка Анджела Линдвалл, англичанка Карен Элсон, канадка Дарья Вербова, россиянка Наталья Водянова, эстонка Кармен Касс, итальянка Мариякарла Босконо, полька Малгожата Бела, эфиопка Лия Кебеде, а также «Ангелы» Victoria’s Secret Каролина Куркова, Миранда Керр, Селита Ибэнкс, Изабели Фонтана, Мариса Миллер, Кэндис Свейнпол и другие.
Несколько сезонов спустя, на смену «бразильскому нашествию» пришла новая волна подростков из Восточной Европы — бледных, невысоких и худощавых. Большинству из них не удалось даже приблизиться к достижениям изначальных супермоделей; они были слишком молоды, чтобы сниматься в кино или встречаться со знаменитостями. Многим также не удалось заинтересовать Victoria's Secret, скорее всего из-за своей чрезмерной худобы. Незнание языков и сильный акцент неизбежно становились препятствиями для серьезной медийной карьеры. Среди наиболее успешных представителей новой волны — латвийская модель Ингуна Бутане, чешка Хана Сукупова, а также россиянки Анна Вьялицына, Саша Пивоварова, Евгения Володина и Наташа Поли.
В мае 2007 года американский Vogue поставил на обложку «новый урожай» топ-моделей. В обильный «урожай» под заголовком «Следующие мировые топ-модели… 10 новых суперзвезд моды» («The World’s Next Top Models… Fashion’s 10 New Superstars») вошли Даутцен Крус, Агнесс Дин, Хилари Рода, Коко Роша, Ракель Циммерман, Лили Дональдсон, Шанель Иман, Саша Пивоварова, Кэролайн Трентини и Джессика Стэм.

### 2010-е
По состоянию на начало 2015 года, согласно авторитетному в мире моды сайту models.com, к новым супермоделям причислены: Адриана Лима, Кара Делевинь, Дарья Вербова, Даутцен Крус, Джоан Смоллс, Карен Элсон, Карли Клосс, Кейт Аптон, Летиция Каста, Лара Стоун, Лю Вэнь, Лия Кебеде, Миранда Керр и Наталья Водянова.

### 2020-е
По состоянию на 2025 год согласно сайту models.com к новым супермоделям причислены: Эбби Чемпион, Адут Акеч, Алекс Консани, Анок Яй, Эшли Грэм, Белла Хадид, Кара Делевинь, Эмили Ратаковски, Джиджи Хадид, Хейли Бибер, Чон Хо Ён, Имаан Хаммам, Ирина Шейк, Джоан Смоллс, Кайя Гербер, Карли Клосс, Кендалл Дженнер, Лю Вэнь, Мона Тугаард, Палома Элсессер, Прешес Ли и Виттория Черетти. В качестве обоснования выбора приводятся влияние социальных сетей, внимание СМИ как внутри, так и вне мира моды, а также постоянное сотрудничество с брендами высокого уровня, известными фотографами и стилистами.

## Критика
Критика «супермодельной индустрии» время от времени появляется и в модной прессе, и в других СМИ. Одни критики утверждают, что в стремлении соответствовать стандартам красоты, диктуемым модными журналами, тревожное количество девочек и молодых женщин искусственно истощает свой организм и в результате заболевает анорексией или булимией. Другие обвиняют модельную индустрию в расизме, утверждая, что подавляющее большинство супермоделей отражают исключительно северно-американские стандарты красоты. «Сегодня в фаворе модели, похожие на безликих андроидов, — пишет обозреватель моды Ги Трибей в New York Times, ссылаясь на мнение известного модельного агента, — Их внешний вид не составляет конкуренцию одежде. В нынешнем климате темнокожих моделей продвигать куда трудней, чем моделей такого же класса, но белых». Карл Лагерфельд подобную критику отвергает и, в свою очередь, обвиняет прессу в «политкорректном фашизме».
В популярной культуре термин «супермодель» в последнее время употребляется более широко и нередко по отношению к новым моделям, которые недосягаемо далеки от статуса супермоделей. «Термин „супермодель“ — создание прессы, — утверждает Линда Евангелиста. — Сами мы супермоделями себя никогда не называли».

## В культуре

### В кинематографе
- «Высокая мода» — фильм Роберта Олтмана
- «Джиа» — фильм Майкла Кристофера